# Santuari de Sant Segimon del Montseny
El santuari de Sant Segimon és el més rellevant del Montseny, com remarca Antoni Pladevall, tant pel volum d'edificacions com per l'atracció que va exercir durant segles sobre els pobles del voltant i fins de comarques més separades. Això el va convertir en un dels santuaris més famosos de Catalunya.

## Situació
El santuari és al vessant nord-occidental del Matagalls, dins el terme municipal i parròquia de Viladrau a la comarca d'Osona. Es troba a 1.230 metres d'altitud entre els torrents de Rentadors i el de l'Oratori. S'hi pot accedir a peu des del poble de Viladrau passant per l'ermita de l'Erola. Una via més curta és des de Collformic.

## Història
Tot sembla indicar que l'origen del santuari fou l'existència d'eremites que vivien en algunes coves del lloc. Probablement, no va ser fins al segle xiii que aquesta contrada es convertí en lloc de vida eremítica al voltant de la cova que fou la capella inicial. Les primeres notícies escrites són en concret del 1292, però segurament que ja existís un lloc de culte amb anterioritat.
A partir del segle xiv es troben abundants referències del Santuari de Sant Segimon. També dels ermitans o deodonats laics que en tenien cura. Els quals s'abillaven amb un senzill hàbit i eren anomenats "fra" o germà. Habitaven a Sant Segimon de la primavera a la tardor i baixaven a l'hivern a l'ermita de l'Erola per no quedar aïllats per la neu.
Sant Segimon a través dels segles esdevingué un important centre religiós que acollia nombroses romeries, processons, pelegrinatges o persones que volien fer un recés en la seva vida. Això portà als eremites i als rectors de Viladrau a emprendre l'edificació d'una nova església així com una hostatgeria on poguessin sojornar els pelegrins. Així el 1630 es començà a construir una església que s'acabà el 1634 i es va continuar fent ampliacions dels edificis de serveis.
El 1557 un d'aquests ermitans, anomenat Miquel, vingut des de la Borgonya, havia construït la capella que corona el conjunt d'edificis anomenada Sant Miquel dels Barretons, segons consta a la visita pastoral que fa al santuari el bisbe de Vic Acisclo Moya de Contreras.
Especialment les construccions continuaren entre 1732 i 1792. Fou quan es va construir el gran edifici del Cap de la Costa. El 1775 es culminava la nova gran església barroca.
L'any 1810 les tropes napoleòniques incendiaren l'església i l'hostatgeria del santuari. Acabada la Guerra del Francès els habitants de Viladrau i altres pobles reconstruïren Sant Segimon amb les seves aportacions i amb el treball dels seus braços.
El 1837 amb la Desamortització de Mendizábal fou dissolta la petita comunitat d'ermitans i el santuari passà a mans privades. Fou comprat per la família de Can Gat. Situació que va afavorir la progressiva degradació de les instal·lacions i la disminució de les peregrinacions populars.
L'estiu de 1903 hi visqué tot sol el pintor Marià Pidelaserra, que hi pintà una sèrie important d'olis d'estil puntillista, que exposaria a l'Ateneu Barcelonès aquella tardor, avalat pel poeta Joan Maragall. Els més destacats d'aquells quadres passarien per la col·lecció Plandiura, i ara són al Museu Nacional d'Art de Catalunya.
L'any 1936, en iniciar-se la Guerra Civil el santuari fou novament incendiat. Fet que comportà greus destruccions. Sant Segimon restà abandonat i en runes fins a un primer intent de restauració el 1960 endegat per Ignasi de Puig, propietari, sota la direcció l'arquitecte Josep Maria Pericas i Morros. La restauració no reeixí per una disputa entre propietaris per l'ús de la carretera d'accés.
L'any 1999 s'emprengué de nou les obres per part dels propietaris de Can Gat. El maig de 2017 es va completar la nova cobertura de l'església del santuari que s'havia esfondrat anys enrere.

## La llegendària fundació de Sant Segimon

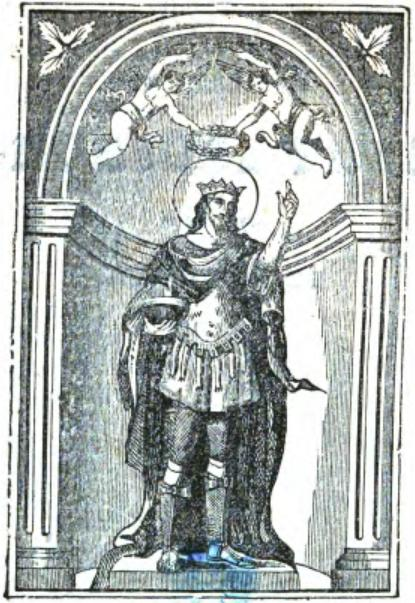
Gravat de Sant Segimon de Borgonya en una biografia llegendària editada a Vic el 1860. Extreta d'una anterior publicada el 1648.

Una molt antiga llegenda situa al mateix sant Segimon, penúltim rei de Borgonya, com ermità d'aquest lloc on arribà per dedicar-se al conreu de la vida espiritual i l'oració. Segimon històricament era fill del rei Gondebaud i de Teudicela, princesa ostrogoda, i gràcies a sant Avit, bisbe de Viena del Delfinat, vers el 490 es va convertir al catolicisme, religió que l'any 516 va instaurar com a oficial de tot el regne de Borgonya en esdevenir-ne monarca.
Vol la llegenda que de jove viatjà a Hispània i un cop aquí s'assabentà dels eremites del Montseny i decidí unir-s'hi. Tot just arribat a la muntanya hi va trobar un ermità que el va acollir inicialment en la seva cova, però Segimon tot cercant un paratge més apartat i solitari, arribà a l'indret on ara hi ha el santuari, s'instal·là en una cova i va viure-hi dos anys lliurat a la pregària i a la vida interior, alimentant-se d'herbes i altres productes silvestres. Lloc fins on el vingué a cercar el seu pare per integrar-lo al govern del seu reialme.
Malgrat ser aquest un fet llegendari, el troben ja recollit al breviari de la diòcesi de Vic del segle XVI.